# Lizerius ocoteae
Lizerius ocoteae är en insektsart som beskrevs av Blanchard 1923. Lizerius ocoteae ingår i släktet Lizerius och familjen långrörsbladlöss. Inga underarter finns listade i Catalogue of Life.